# Bajram Kosumi
Bajram Kosumi (* 20. März 1960 in Tuđevce bei Kosovska Kamenica, FVR Jugoslawien, heute Kosovo) ist ein kosovarischer Politiker und amtierte vom 23. März 2005 bis 1. März 2006 als Ministerpräsident des Kosovo.
Kosumi studierte Philologie und erwarb einen Abschluss im Fach Albanische Literatur an der Universität Prishtina. Bereits als Student war er politisch aktiv. Er wurde im Jahr 1981 wegen seiner Teilnahme an den Studentenprotesten in Priština zu einer Gefängnisstrafe von 15 Jahren verurteilt. Im Jahr 1991 wurde er aus der Haft entlassen. Daraufhin arbeitete er bis 1993 als Journalist.
Von 1994 bis 1996 und von 2000 bis 2002 war er Vorsitzender der Partia Parlamentare e Kosovës (zu Deutsch Parlamentarische Partei des Kosovo), einer der vier Parteien, welche unter dem Namen Aleanca për Ardhmërinë e Kosovës (AAK), gemeinsam bei den Parlamentswahlen antreten. Die AAK gilt als eine der politischen Nachfolgeorganisationen der UÇK. Derzeit ist Kosumi der stellvertretende Vorsitzende der Partei.
Kosumi nahm 1999 an den Verhandlungen in Rambouillet über den Status des Kosovo teil, deren Scheitern zum Krieg gegen Serbien und zur Besetzung des Kosovo durch UN-Truppen führte. Kosumi befürwortete den gewaltsamen Kampf der paramilitärischen „Befreiungsarmee des Kosovo“ (UÇK), griff aber selbst nicht zu den Waffen.
Im Dezember 2004 übernahm er das Amt des Ministers für Umwelt und Raumplanung im Kosovo und wurde im März 2005 zum dritten Ministerpräsidenten des Kosovo gewählt. Er löste Ramush Haradinaj im Amt ab und blieb Ministerpräsident bis März 2006, als Agim Çeku sein Nachfolger wurde.
Kosumi ist verheiratet und hat vier Kinder.